# Site archéologique de Haïdra
Le site archéologique de Haïdra, vestige de l'antique Ammaedara, est un site archéologique du centre-ouest du gouvernorat de Kasserine, situé à Haïdra en Tunisie.
Fouillé à partir de 1908 et 1909 par André Piganiol, le site abrite les ruines d'un arc de triomphe, ainsi que de plusieurs mausolées, de thermes souterrains, de forteresses byzantines et de plusieurs églises.

## Histoire

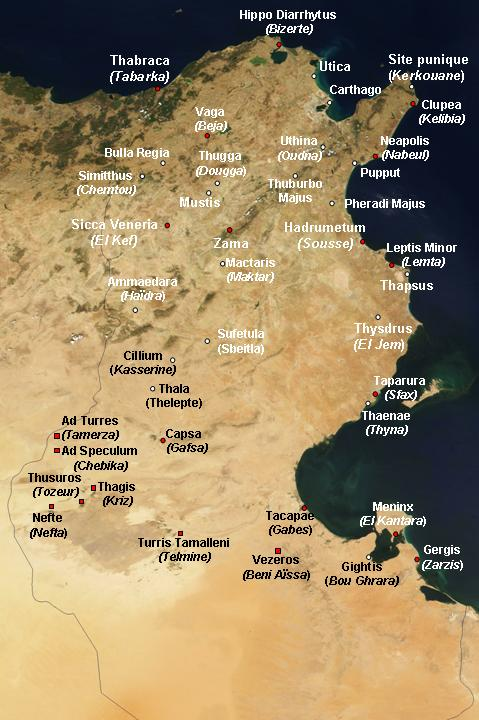
Site d'Ammaedara à l'ouest de la Tunisie antique.

Ammaedara ou Ad Medera, fondée au Ier siècle av. J.-C., est l'une des plus anciennes cités romaines d'Afrique ; elle est le siège de la Legio III Augusta à partir du règne d'Auguste, jusqu'à son déplacement pour raisons stratégiques vers Théveste (actuelle Tébessa en Algérie), à quarante kilomètres au sud-ouest, sous le règne de Vespasien. Des vétérans sont alors installés à Ammaedera, qui reçoit le statut de colonie (Colonia Flauia Augusta Emerita Ammaedara) en 75. La création d'une colonie dans cette partie de l'Afrique proconsulaire permet de contrôler les routes passant sur les terrains de parcours des Musulames.
Devenant un nœud routier, traversé notamment par l'axe pénétrant reliant Carthage à Théveste, la cité se développe rapidement et se dote d'un grand nombre de monuments, dont un arc de triomphe dédié à Septime Sévère. La présence d'un évêque est attesté en 256 d'après une liste conciliaire. En 411, lors de la conférence de Carthage, deux communautés rivales représentent Ammaedara, les catholiques et les donatistes, chacun des deux partis étant placé sous l'autorité de son propre évêque.
La cité connaît l'occupation vandale de 439 à 533, marquée par la présence d'un évêque des Vandales, inhumé dans la principale basilique, puis la reconquête byzantine, qui conduit à construire une forteresse.

## Monuments

### Arc de Septime Sévère
L'arc de triomphe dédié à Septime Sévère est très bien conservé grâce à une muraille construite à des fins défensives, sur ses faces antérieure et postérieure, durant l'époque byzantine.
L'arc est composé d'une arche d'environ six mètres d'ouverture reposant sur deux pieds-droits massifs. Chaque face est précédée de deux colonnes corinthiennes lisses, avec des chapiteaux à feuilles d'acanthe supportant un entablement dont l'architrave est finement décorée. La frise comporte un cartouche où est gravée la dédicace mentionnant que le monument a été achevé en 195.

### Nécropoles

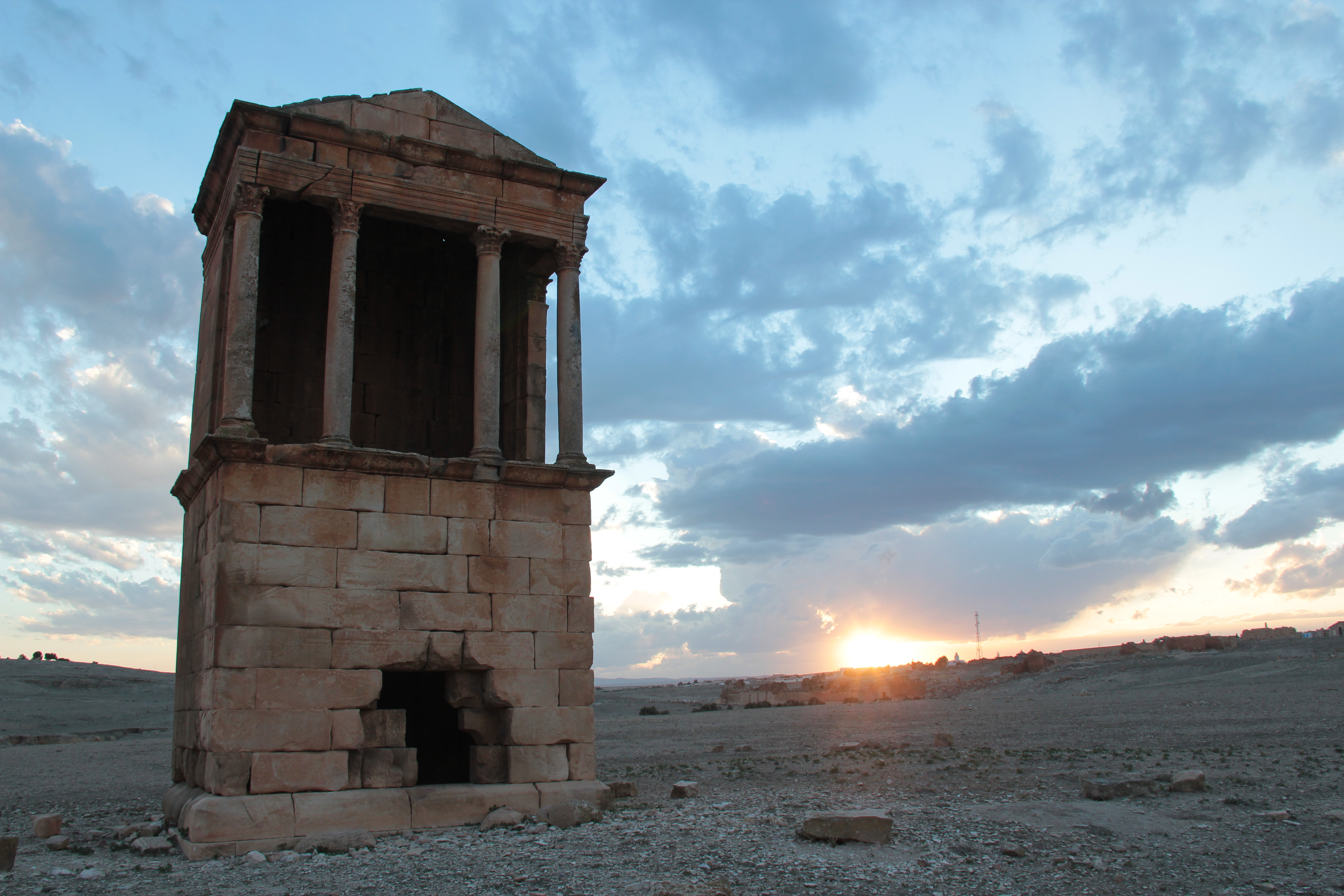
Mausolée en forme de temple, à quatre colonnes corinthiennes sur un soubassement portant une inscription latine.

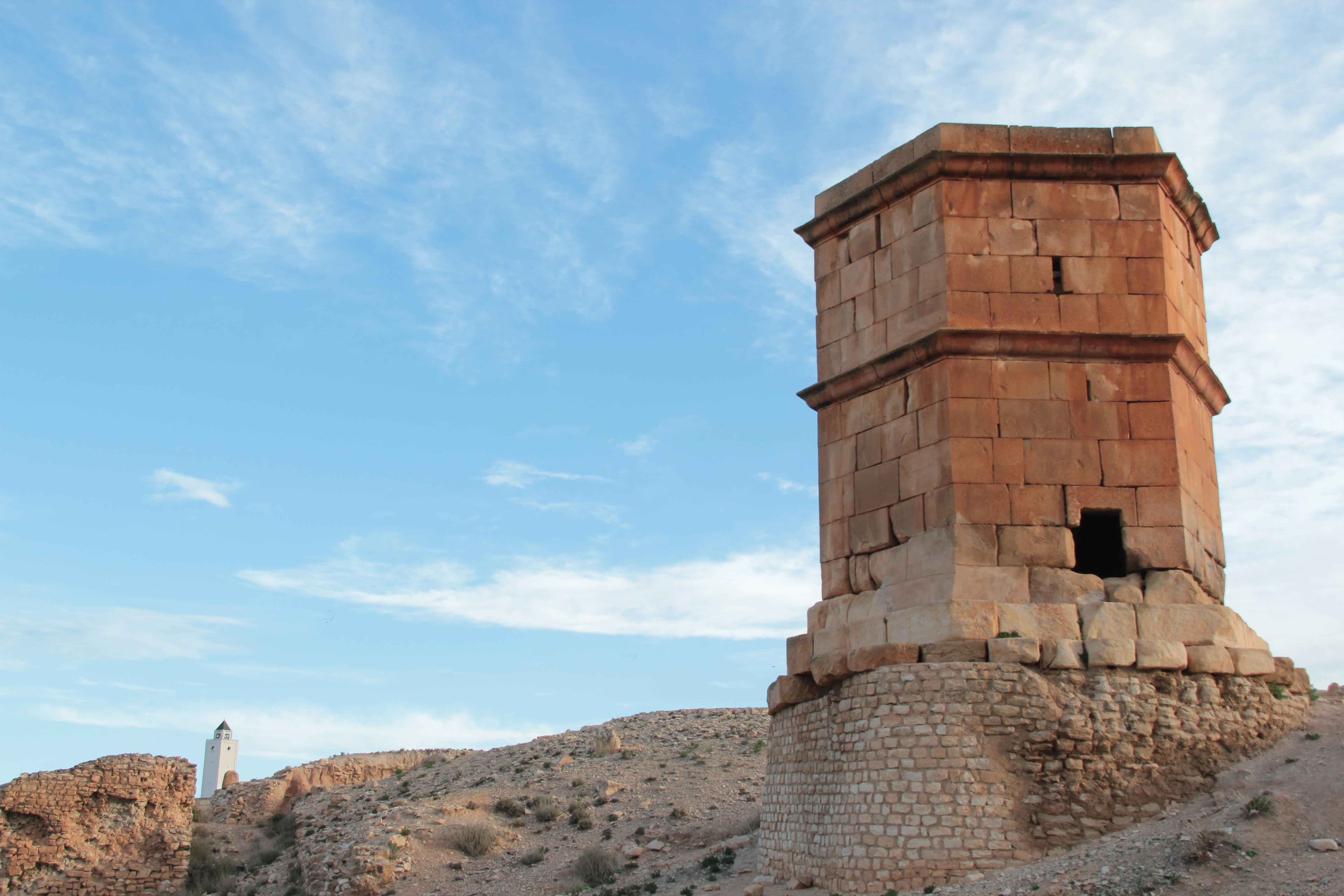
Mausolée hexagonal à deux étages, à l'ouest des ruines.

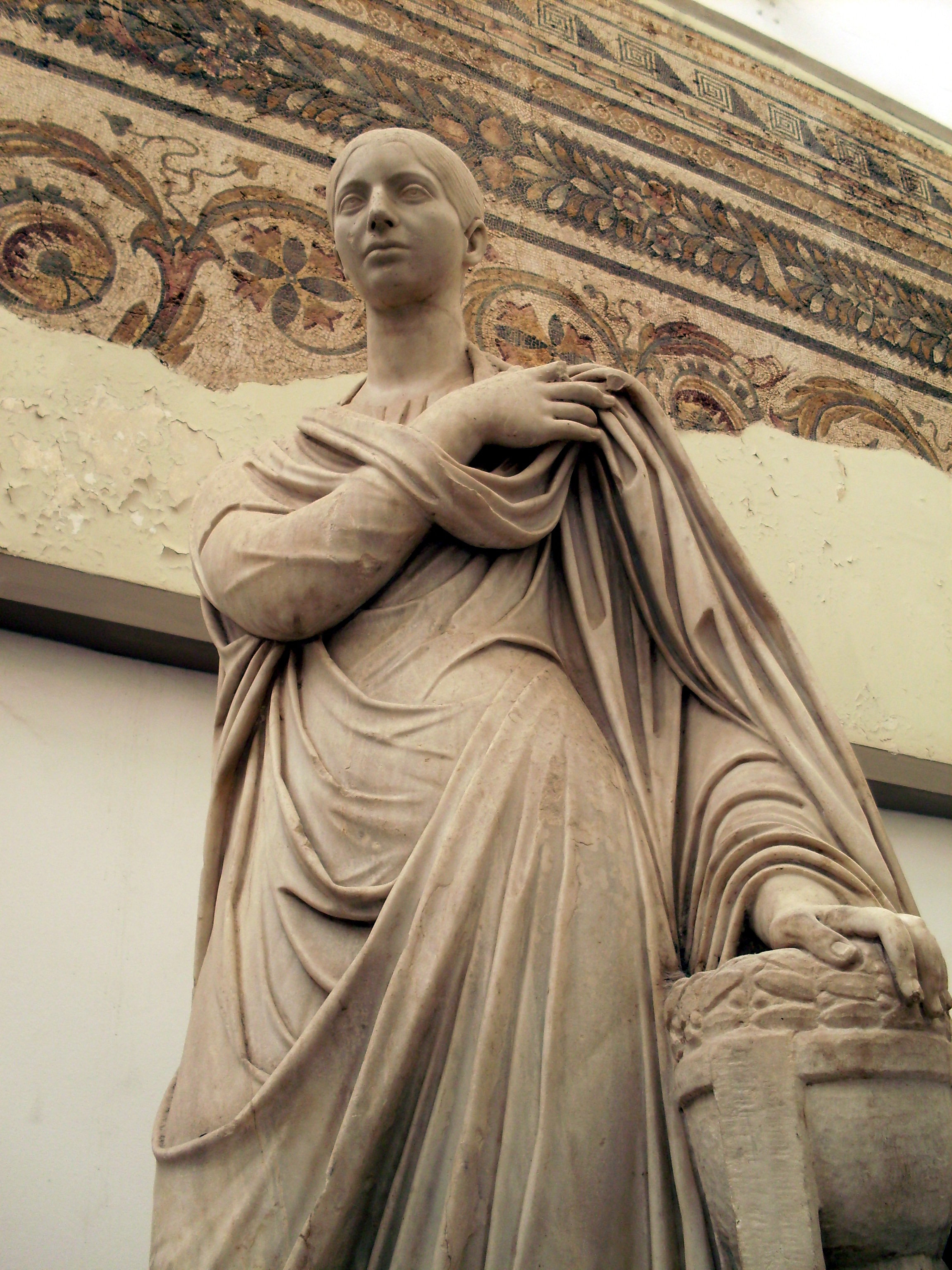
Statue d'Innula Crepereia exposée au musée national du Bardo.

Les nécropoles romaines, situées sur presque tout le périmètre de la ville, ont subi beaucoup de changements, notamment à l'époque chrétienne, les pierres funéraires ayant servi à la construction des églises. Les monuments conservés sont des stèles, des cippes ou des caissons. Les tombes les plus anciennes sont à incinération ; ultérieurement, l'inhumation est apparue chez les classes aisées puis chez les plus modestes. Les épitaphes, qui indiquent le nom et l'âge des défunts, nous fournissent des informations précieuses sur l'origine des légionnaires (Italiens, Gaulois et Africains) et sur leur carrière dans l'armée.
Les mausolées les mieux conservés, au nombre de trois, diffèrent par la forme : un mausolée carré reposant sur un soubassement de trois degrés et entouré de pilastres cannelés ; un mausolée tétrastyle en excellent état, reposant sur un soubassement rectangulaire de quatre mètres sur cinq et semblable à la cella d'un temple précédée de quatre colonnes corinthiennes, le tout surmonté par un entablement simple composé d'une architrave et d'un fronton ; enfin un mausolée hexagonal reposant sur un soubassement de trois degrés et constitué de deux étages terminés chacun par une corniche.

### Basiliques
Monuments tardifs, les bâtiments chrétiens sont les premiers édifices repérés au milieu d'un site couvert de ruines : quatre basiliques et églises sont identifiées dès 1900, et d'autres depuis.
La basilique dite de Candidus est nommée d'après l'inscription en mosaïque découverte dans l'une des nefs. Elle est décrite en 1900 par Stéphane Gsell, puis fouillée par Giacomo Dolcemascolo en 1934-1935, puis de nouveau par Noël Duval à partir de 1966. Elle mesure environ 37 mètres sur 16 et comporte deux portes latérales. Elle comprend à l'est une abside de 5,5 mètres sur 6, surélevée par rapport au sol, une nef avec deux colonnes de part et d'autre de l'entrée, un quadratum populi de seize mètres de long au centre (divisé en trois nefs par deux rangées de doubles colonnades et pavées de mosaïques) et trois pièces à l'ouest, dont une centrale de forme carrée correspondant à une chapelle aux martyrs — l'accès se fait par trois marches encadrées de deux cippes — prolongée par une seconde abside. Au centre de la chapelle aux martyrs se trouve un enclos entourant une mosaïque dont l'inscription reproduit une dédicace à deux listes de noms de martyrs durant la persécution de Dioclétien,.
La basilique dite de Melleus est la plus grande basilique du site. Elle est repérée comme église en 1862, dégagée en 1934, un temps laissée à l'abandon, puis de nouveau étudiée à partir de 1963. Construite en matériaux de réemploi, elle forme un rectangle de quarante mètres sur quinze auquel on accède par trois portes ouvertes dans la façade principale. Elles donnent sur trois nefs séparées par des colonnes de type corinthien ; la nef centrale de 32 mètres de long, qui comporte onze travées, est plus large que les nefs latérales : 8 mètres pour 3,20 mètres pour les côtés ; elle comporte deux chœurs à ses extrémités occidentale et orientale et se poursuit par une abside voûtée à laquelle on accède par quatre marches. Des nombreuses épitaphes (nombre de 139 est atteint en 1967) sont retrouvées sur les dalles du sol de l'église. Elles comprennent deux épitaphes d'évêque, celle de Victorinus, évêque de l'époque vandale et celle de Melleus du VIe siècle. Deux autres épitaphes indiquent des tombes germaniques : celle d'Ildiger, vandale ou goth servant dans l'armée byzantine, et celle de Guitifrida (Witifrida), goth de l'armée byzantine, ou plus vraisemblablement une femme d'origine vandale,, morte à l'âge de trente-deux ans (Guitifrida vixit annis XXXII).
La basilique de la citadelle, mesurant 23 mètres sur 13 mètres, est composée d'un vestibule qui donne accès par une porte centrale à trois nefs séparées par deux rangées de colonnades sur cinq travées, dont les deux dernières comportent un autel installé sur une estrade. La nef centrale se termine par une abside surélevée.

### Divers
Le théâtre se situe au sommet de la vallée qui domine l'oued Haïdra. Il a été partiellement dégagé et restauré en partie et maladroitement à partir de 1919. Avec un orchestra de 17,6 mètres de diamètre, il semble avoir des dimensions et des aménagements comparables à ceux du théâtre de Bulla Regia.
Le monument à auges, de forme rectangulaire de 17 mètres sur 22, est divisé en trois parties : une abside à l'est et trois petites salles à l'ouest. Au centre se trouve la salle principale, à l'origine couverte de voûtes d'arête ; elle est formée de trois salles séparées par deux lignes, composées chacune de huit cuves en pierre et surmontée par deux arcades bien conservées séparant les salles.
La citadelle byzantine, de 200 mètres sur 110, est composé d'une muraille flanquée de plusieurs tours.